# Dasyphyllum
Dasyphyllum – rodzaj roślin z rodziny astrowatych (Asteraceae). Obejmuje 26 gatunków występujących w północnej i środkowej części Ameryki Południowej – od Kolumbii i Wenezueli na północy po północną Argentynę i Chile na południu.

## Morfologia
PokrójKrzewy i drzewa osiągające zwykle od 0,5 do 20 m wysokości. Pędy prosto wzniesione, pokryte kolcami lub bezbronne.
LiścieSkrętoległe, czasem wyrastają też w pęczkach lub okółkach. Są siedzące lub ogonkowe. Blaszka eliptyczna do jajowatej, zaostrzona na szczycie, poza tym całobrzega lub kolczasta, jedno- lub trójnerwowa.
KwiatyZebrane w pojedyncze koszyczki lub skupione w główkowate, groniaste lub wierzchotkowate kwiatostany złożone. Okrywa dzwonkowata, stożkowata lub walcowata, z 6–14 rzędami listków. Dno koszyczka płaskie, pokryte szczecinikami. Kwiaty w koszyczku w liczbie od 6 do 90, wszystkie jednakowe, obupłciowe lub jednopłciowe. Korony białe lub żółtawe, 5-krotne, czasem dwuwargowe. Pręciki osadzone u nasady korony, z wolnymi nitkami. Główki pręcików z nasadą strzałkowatą. Szyjka słupka rozwidlona, brodawkowana pod rozwidleniem, rzadko tam owłosiona.
OwoceNiełupki stożkowate lub walcowate, owłosione, rzadziej nagie, z pierzastym puchem kielichowym.

## Systematyka
Pozycja systematyczna
Rodzaj z plemienia Barnadesieae i podrodziny Barnadesioideae w obrębie rodziny astrowatych (Asteraceae). 
Wykaz gatunków
- Dasyphyllum argenteum Kunth
- Dasyphyllum armatum (J.Kost.) Cabrera
- Dasyphyllum brasiliense (Spreng.) Cabrera
- Dasyphyllum brevispinum Sagást. & M.O.Dillon
- Dasyphyllum cabrerae Sagást.
- Dasyphyllum colombianum (Cuatrec.) Cabrera
- Dasyphyllum diamantinense Saavedra & M.Monge
- Dasyphyllum donianum (Gardner) Cabrera
- Dasyphyllum ferox (Wedd.) Cabrera
- Dasyphyllum flagellare (Casar.) Cabrera
- Dasyphyllum floribundum (Gardner) Cabrera
- Dasyphyllum hystrix (Wedd.) Cabrera
- Dasyphyllum lanceolatum (Less.) Cabrera
- Dasyphyllum latifolium (Gardner) Cabrera
- Dasyphyllum leiocephalum (Wedd.) Cabrera
- Dasyphyllum maria-lianae Zardini & Soria
- Dasyphyllum orthacanthum (DC.) Cabrera
- Dasyphyllum popayanense (Hieron.) Cabrera
- Dasyphyllum spinescens (Less.) Cabrera
- Dasyphyllum synacanthum (Baker) Cabrera
- Dasyphyllum tomentosum (Spreng.) Cabrera
- Dasyphyllum trichophyllum (Baker) Cabrera
- Dasyphyllum vagans (Gardner) Cabrera
- Dasyphyllum varians (Gardner) Cabrera
- Dasyphyllum vepreculatum (D.Don) Cabrera
- Dasyphyllum weberbaueri (Tovar) Cabrera